# Hemigrammus stictus
Hemigrammus stictus es una especie de pez de la familia Characidae en el orden de los Characiformes.

## Morfología
Los machos pueden llegar alcanzar los 4,3 cm de longitud total.

## Hábitat
Vive en zonas de clima tropical 23 °C y 27 °C de temperatura.

## Distribución geográfica
Se encuentran en Sudamérica: ríos costeros de Guayana y cuencas de los ríos  Amazonas,  Negro y Orinoco.